# Crassimarginatella
Crassimarginatella är ett släkte av mossdjur. Crassimarginatella ingår i familjen Calloporidae.
Släktet Crassimarginatella indelas i:
- Crassimarginatella corniculata
- Crassimarginatella crassimarginata
- Crassimarginatella cucullata
- Crassimarginatella electra
- Crassimarginatella exilimargo
- Crassimarginatella falcata
- Crassimarginatella fossa
- Crassimarginatella harmeri
- Crassimarginatella inconstantia
- Crassimarginatella japonica
- Crassimarginatella kumatae
- Crassimarginatella laguncula
- Crassimarginatella latens
- Crassimarginatella lunata
- Crassimarginatella maderensis
- Crassimarginatella marginalis
- Crassimarginatella maxillaria
- Crassimarginatella papulifera
- Crassimarginatella perlucida
- Crassimarginatella quadricornuta
- Crassimarginatella similis
- Crassimarginatella sinica
- Crassimarginatella smitti
- Crassimarginatella solidula
- Crassimarginatella spathulata
- Crassimarginatella spatulifera
- Crassimarginatella spinifera
- Crassimarginatella tensa
- Crassimarginatella tuberosa
- Crassimarginatella vincularia
- Crassimarginatella vitrea